# 14092 Gaily
14092 Gaily è un asteroide della fascia principale. Scoperto nel 1997, presenta un'orbita caratterizzata da un semiasse maggiore pari a 2,7040787 UA e da un'eccentricità di 0,0349290, inclinata di 1,31108° rispetto all'eclittica.
L'asteroide è dedicato al fisico canadese T. Dean Gaily.